# Призракът и Моли Макгий
„Призракът и Моли МакГий“ (на английски: The Ghost and Molly McGee) е американски анимационен сериал, създаден от Бил Моц и Боб Рот за „Дисни Ченъл“. Премиерата на сериала е на 1 октомври 2021 г.

## Сюжет
В Човешкият свят 13-годишната оптимистка Моли МакГий пристига в новия си дом, град Брайтън, само за да открие призрак на име Скреч, обитаващ новата ѝ къща. Скреч проклина Моли в опит да я изплаши, но това има обратен ефект, обвързвайки го завинаги с нея. След трудно запознаване със семейството на Моли, Скреч и Моли създават колебливо приятелство. Малко след това, в Призрачният свят, нивото на мизерията в Брайтън леко намалява; Председателят на Призрачният съвет забелязва това.
Макар първоначално да е враждебно настроен към нея, Скреч се отваря към Моли с времето и приятелството им укрепва.

## Актьорски състав и герои

### Главни герои
- Ашли Бърч – Моли МакГий
- Дейна Снайдер – Скрач, сърдит призрак
- Джордан Клепър – Пийт МакГий, баща на Моли
- Сумали Монтано – Шарън МакГий, майка на Моли / Баба Нин, баба на Моли
- Микаела Дитц – Даръл МакГий, брат на Моли

### Граждани на „Брайтън“
- Лара Джил Милър – Либи Стейн-Торес, приятел на Моли
- Джулс Медкрафт – Андреа Дейвънпорт, неприятелка на Моли
- Апарна Нанкерла – Шийла, приятелка на Моли
- Идън Рийгъл – Кат, приятелка на Моли
- Джулия Джоунс – мис Лайтфут, нервната учителка на Моли
- Джейн Линч – госпожа Руп, учителка в средно училище „Брайтън“
- Дженифър Луис – Пати, стара жителка, която се сприятелява с Моли
- Патън Освалт – Кмет Брънсън, кмет на „Брайтън“.
- Памела Адлън – Лий Стейн-Торес, майка на Либи
- Юджийн Бърд – Директор О'Конър, директор на средно училище „Брайтън“
- Тревър Девал – Ървинг Илюзионистът, уличен вълшебник / Лари
- Томас Ленън – Максуел Дейвънпорт
- Джесика Кинън Уин – Госпожа Дейвънпорт
- Джон Димаджо – Били МакГий, чичото-близнак на Моли
- Грей Делайл – Джоани Патаки, новинарски репортер на „Брайтън“

### Призраци
- Келси Грамър – Ейбрахам Линкълн
- Джон Димаджо – Франклин Рузвелт
- Грег Болдуин – Юлий Цезар
- Грей Делайл – Клеопатра, египетска кралица

## В България
В България сериалът е излъчен през 2022 г. по „Дисни Ченъл“.

### Нахсинхронен дублаж
| Роля                | Изпълнител                                                                      |
| ------------------- | ------------------------------------------------------------------------------- |
| Моли Макгий         | Татяна Етимова                                                                  |
| Скрач               | Георги Стоянов (диалог) Момчил Степанов (вокал)                                 |
| Пийт                | Николай Върбанов (диалог) Атанас Сребрев/Константин Лунгов (вокали)             |
| Даръл               | Живко Джуранов                                                                  |
| Кметът на Брайтън   | Живко Джуранов                                                                  |
| Бартоломю           | Живко Джуранов                                                                  |
| Либи                | Елена Грозданова                                                                |
| Лукреция            | Елена Грозданова                                                                |
| Оли Чен             | Момчил Степанов                                                                 |
| Гримбела            | Надежда Панайотова                                                              |
| Сър Алистър         | Николай Върбанов (диалог) Константин Лунгов (вокал)                             |
| Лорд Дум            | Константин Лунгов                                                               |
| Матиас              | Константин Лунгов                                                               |
| Лия                 | Мариета Петрова                                                                 |
| Вокални изпълнители | Весела Делчева Ивелина Цонева Кръстина Кокорска Момчил Степанов Теодор Койчинов |

| Обработка              | Александра Аудио    |
| ---------------------- | ------------------- |
| Изпълнителен продуцент | Васил Новаков       |
| Режисьор на дублажа    | Мариета Петрова     |
| Музикален режисьор     | Десислава Софранова |
| Тонрежисьор            | Пламен Цветанов     |